# Podgórze (Hrubieszów)
Podgórze – część miasta Hrubieszowa w Polsce położona w województwie lubelskim, w powiecie hrubieszowskim. Leży we wschodniej części miasta, w widłach ulic Wyzwolenia i Gródeckiej.